# Ring (Kluczbork)

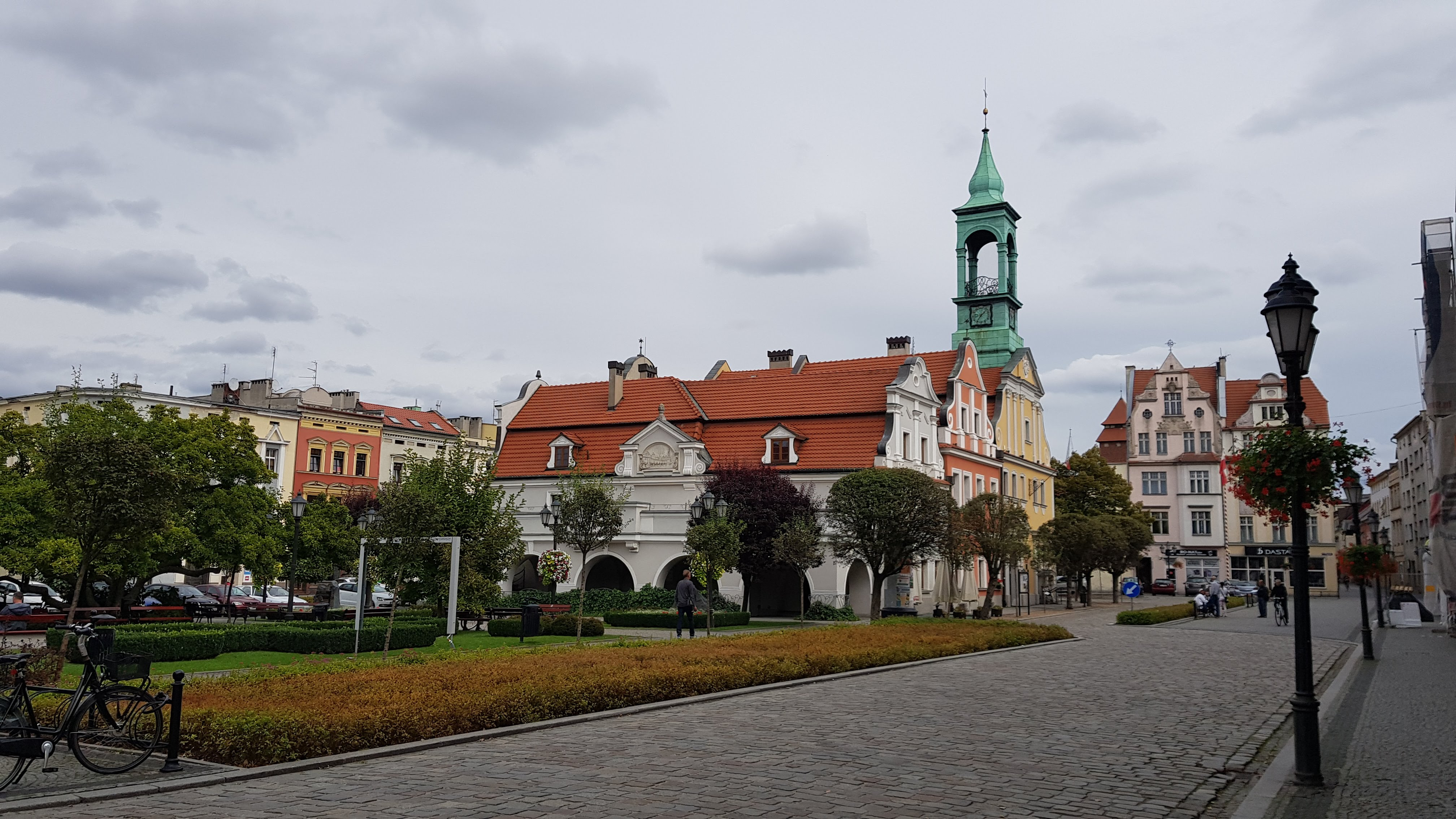
Mittelblock mit Rathaus

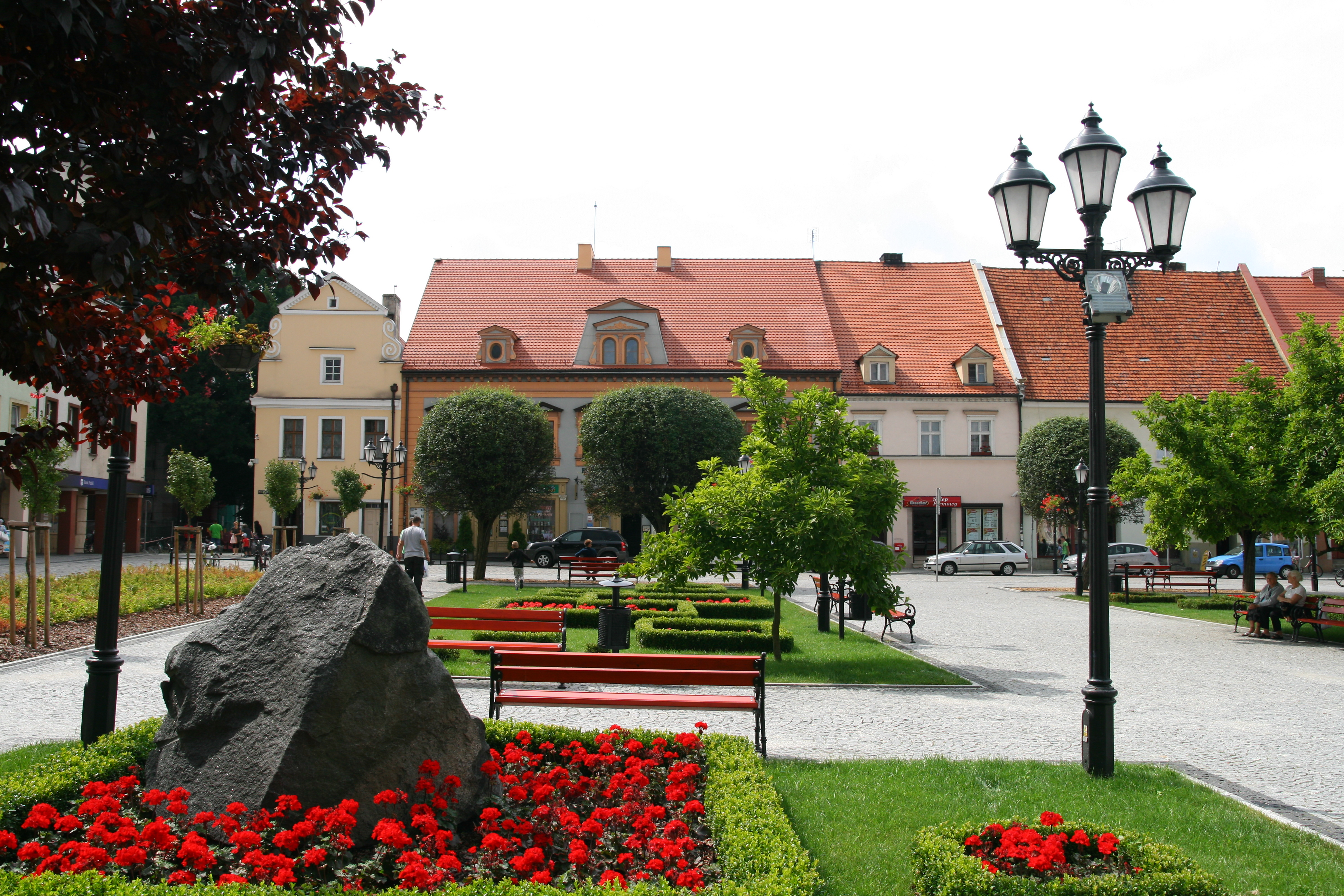
Grünfläche mit der westlichen Ringbebauung

Der Ring (polnisch Rynek) ist ein mittelalterlicher Marktplatz in Kluczbork (dt. Kreuzburg). Der Platz bildet den mittelalterlichen Kern der Stadt. Der Ring hat die Gestalt eines Rechtecks mit den Maßen 110 m mal 70 m. Die um den Ring angeordneten Bürgerhäuser stammen größtenteils aus dem 18. Jahrhundert, der zweiten Hälfte des 19. Jahrhunderts und aus den 1970er Jahren.

## Lage
Der Ring bildet ein städtebauliches Ensemble mit den hier einmündenden Straßen in der Altstadt. Der Platz bildet das Zentrum der Stadt Kluczbork. Die Mitte des Platzes bildet ein Innenkern aus Bürgerhäusern und dem im Stil des Barocks erbauten Kreuzburger Rathaus.
Am Ring münden insgesamt sechs Straßen ein: ul. ks. Piotra Ściegiennego (bis 1945 Milchstraße), ul. Bankowa, ul. Ignacego Paderewskiego, ul. Zamkowa (Schlossstraße), ul. Krakowska (Krakauer Straße), ul. Szewska und ul. marsz. Józefa Piłsudskiego (Gustav-Freytag-Straße).

## Geschichte

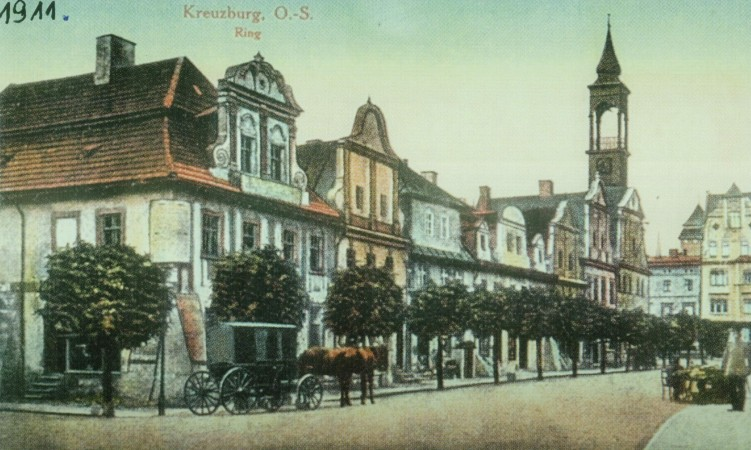
Zwölf Apostel vor der Zerstörung

Der Ring entstand mit Gründung der Stadt in der Mitte des 13. Jahrhunderts. Der Platz entstand an der Kreuzung wichtiger Handelsrouten. Ein erstes Rathaus entstand im 15. Jahrhundert im mittleren Block des Platzes.
Während des großen Stadtbrandes am 23. April 1737 wurde ein Großteil der Ringbebauung zerstört. Darauffolgend entstanden steinerne Bauten, darunter ein neues Rathaus im barocken Stil. Angegliedert wurden in Richtung Westen zwölf schmale Krämerhäuser im barocken Stil, die sogenannten „Zwölf Apostel“.
Am 28. Juni 1925 zerstörte ein Feuer die angrenzenden Krämerhäuser und zum Teil das Rathaus. 1926 erfolgte der Wiederaufbau des Rathauses mit vier Giebelhäusern durch den Architekten A. Lenz. Bis 1945 befand sich östlich des Rathauses das örtliche Bismarckdenkmal.
Im Zweiten Weltkrieg wurden einige Bürgerhäuser am Ring zerstört. Der Wiederaufbau erfolgte vor allem in den 1960er Jahren im Stil der sozialistischen Moderne. Die zerstörten Bauten an der östlichen Ringseite wurden bis heute nicht wiederaufgebaut.
Die erhaltene Ringbebauung aus der Zeit vor 1945 wurde 1966 und 1998 unter Denkmalschutz gestellt. Das Rathaus steht bereits seit 1964 unter Denkmalschutz. Zwischen 2011 und 2012 erfolgte eine Revitalisierung des Platzes. Pflastersteine wurden erneuert und der Platz verkehrsberuhigt umgestaltet.

## Bauwerke
| Name                     | Bild | Erbaut          | Denkmalschutz | Beschreibung |
| ------------------------ | ---- | --------------- | ------------- | --- |
| Rathaus                  |      | 1737            | seit 1964     | Das Rathaus entstand 1737 im barocken Stil.                                                                             |
| Ring Nr. 11              |      | 18. Jahrhundert | seit 1966     | Das barocke Mietshaus wurde im 18. Jahrhundert errichtet. Es besitzt einen zweigeschossigen Giebel.                     |
| Ringhäuser Nr. 23 und 24 |      | 20. Jahrhundert | ja seit 1998  | Beide Bürgerhäuser entstanden zu Beginn des 20. Jahrhunderts an der Ostseite des Rings an der Ecke zur Krakauer Straße. |

## Abgegangene Bauwerke
| Name                   | Bild | Erbaut | Zerstört | Beschreibung |
| ---------------------- | ---- | ------ | -------- | --- |
| Bismarckdenkmal        |      | 1905   | 1945     | Das Bismarckdenkmal wurde am 1. Juli 1905 enthüllt. Es stand an der Ostseite des Rings direkt am Rathaus.                                           |
| Gustav-Freytag-Brunnen |      | 1934   | 1945     | Zu Ehren des deutschen Dichters Gustav Freytag wurde an der westlichen Seite des Rathauses 1934 ein Brunnen mit einem Relief des Dichters enthüllt. |